# Gaston Diderich
Gaston Diderich, né le 18 juin 1884 à Luxembourg et mort le 29 avril 1946 au même lieu, est un homme politique luxembourgeois.

## Biographie
À la suite de la mort en fonction d'Alphonse Munchen survenue le 25 janvier 1917, Gaston Diderich est élu en remplacement par le collège électoral du canton de Luxembourg le 22 février. Il fait son entrée à la Chambre des députés pour le canton de Luxembourg puis, à partir de des élections législatives du 26 octobre 1919, pour la circonscription Centre.

## Décorations
- Commandeur de l'ordre de la Couronne de chêne
- Grand-Officier de l'ordre d'Orange-Nassau
- Commandeur de l'ordre de Léopold
- Grand officier de l'ordre de la Couronne
- Commandeur de la Légion d'honneur